# Гейм-Фёгтлин, Мария
Мария Гейм-Фёгтлин (нем. Marie Heim-Vögtlin; 7 октября 1845, Бёцен — 7 ноября 1916, Цюрих) — первая в Швейцарии женщина-врач. Писатель и соучредитель первой швейцарской гинекологической больницы.

## Биография

### Образование
Родилась в семье пастора из города Бёцена. Получила частное образования в Романдии и в Цюрихе.
В 1867 году её жених Фридрих Гульдрейх Эрисман, студент медицины, разорвал помолвку и женился на Надежде Сусловой (1843—1918). В ответ она посвятила себя изучению медицины в университете Цюриха, который был первым медицинским факультетом в Европе принимающим на учёбу женщин. Это вызвало национальный скандал, так как раньше только иностранные женщины (такие как русская Н. Суслова) были туда зачислены (Имматрикуляция).
После сдачи с отличием экзаменов, она училась гинекология в Лейпциге и работала в Дрездене в роддоме. 11 июля 1874 она получила докторскую степень в Цюрихском университете с диссертацией на тему состояние женской половой сферы в труде. Для получения официального разрешения на медицинскую практику в Цюрихе потребовалось вмешательство её отца.

### Профессиональная и семейная жизнь
Хотя её практика началась с нескольких клиентов, она вскоре приобрела репутацию способного и хорошего врача, особенно отмечали её щедрость по отношению к бедным женщинам.
В 1875 году она вышла замуж за известного геолога Альберта Гейма, после того, как он дал свое разрешение (по закону в то время) для неё, чтобы продолжать работать после вступления в брак. У пары родились сын и дочь  Арнольд и Хелен, а также была приёмная дочь Ханнели.
В 1916 году умерла от болезни легких. За день до смерти Мария отправила своей старшей сестре Анне, с которой они были дружны всю жизнь, записку: «Анна, моя дорогая сестра. Это последнее приветствие, я больше не могу писать. Прощание с таким количеством дорогих мне людей — трудная задача». Похоронена на кладбище Зильфельд в Цюрихе.

### Общественная деятельность

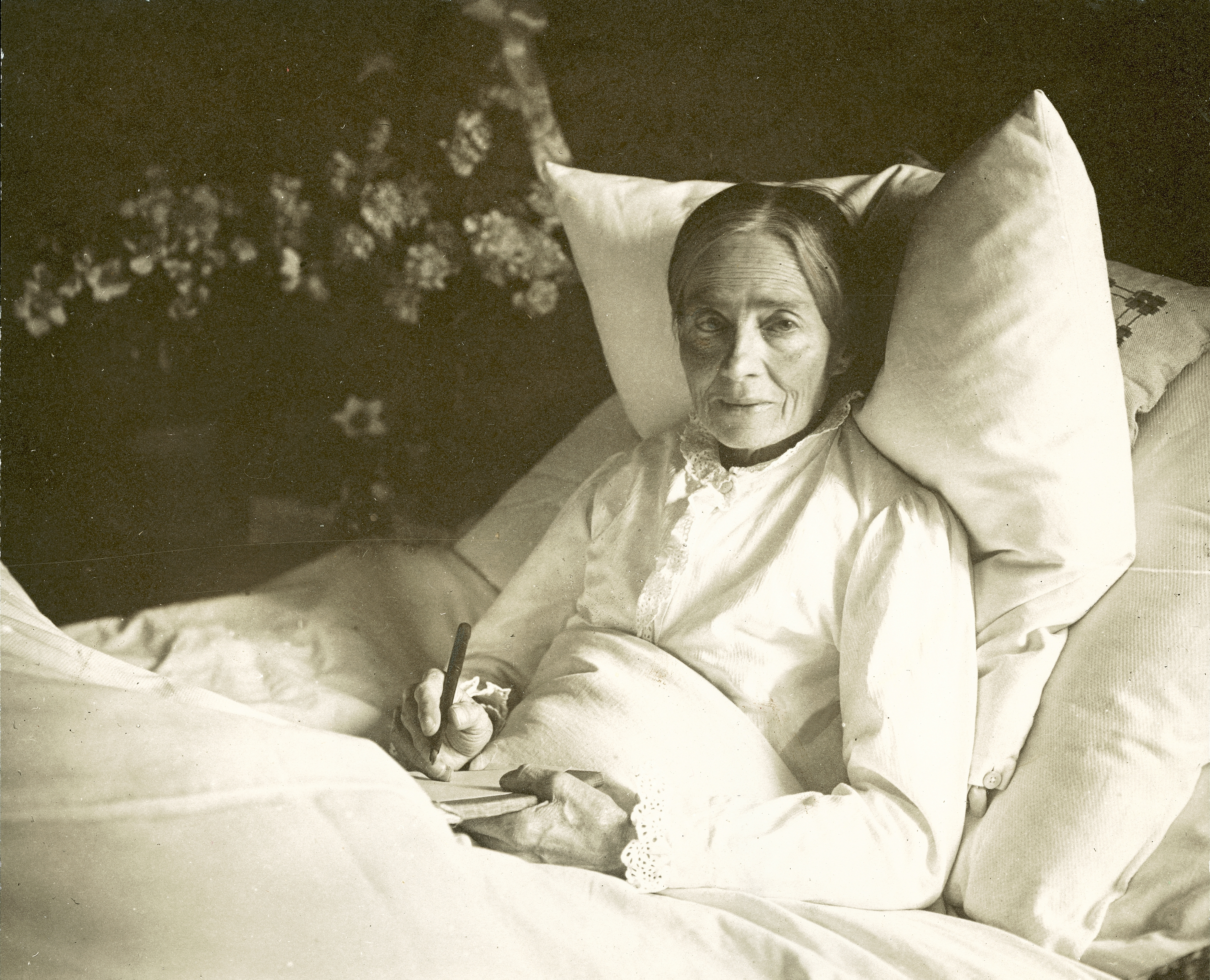
Мария Гейм-Фёгтлин, 1915

В 1901 году была соучредителем первой в Швейцарии гинекологической больницы (Schweizerische Pflegerinnenschule mit Spital). В неё входили родильное отделение и Школа медсёстр «Pflegi» («Уход»). Мария Гейм-Фёгтлин там возглавляла детское отделение и давала уроки по материнству и уходу за ребенком. Кроме того, она служила там казначеем.
Активно выступала за улучшение медицинского обслуживания бедных и нуждающихся, а также за избирательные права для женщин и их права в вопросах образования. Была активным участником Общества трезвости.
Опубликовала несколько книг для женщин и детей.

## Память
- В Швейцарии Национальный научный Фонд учредил женскую стипендию в её честь.
- В 1995 году в Цюрихе у женской больницы её именем был назван переулок.
- В 2010 году её работы были удостоены награды ассоциации Gesellschaft zu Fraumünster (Гезельшафт цу Фраумюнстер).[8][9].
- В 2016 году, в сотую годовщину её смерти была выпущена Швейцарская почтовая марка.[10]